# Sadegh Goudarzi
Sadegh Goudarzi (persiska: صادق گودرزى), född 22 september 1987 i Malayer, Hamadan, är en iransk brottare som tog OS-silver i welterviktsbrottning vid de olympiska brottningstävlingarna 2012 i London.